# Удмат
Удмат (словен. Udmat) — поселення в общині Лашко, Савинський регіон, Словенія. Висота над рівнем моря: 266 м.